# ホコリと幻想
『ホコリと幻想』（ほこりとげんそう）は、2015年9月26日公開の日本映画。主演は戸次重幸。監督は鈴木聖史、配給はアイエス・フィールド。
夢破れた男が故郷である旭川市に帰郷して立ち直る姿を描く。同年9月12日に北海道で先行上映された。

## キャスト
- 松野：戸次重幸
- 美樹：美波
- 原田：遠藤要
- 内田朝陽
- 奥山佳恵
- あぢゃ
- 重松収
- 油井昌由樹
- 前田健
- 本田博太郎

## スタッフ
- 監督・脚本・編集：鈴木聖史
- 原案：ニイボシアタル
- 企画：鈴木聖史、秦秀明
- 音楽：和田薫
- プロデューサー：小林勝絵、片岡公生
- ラインプロデューサー：佐藤幹也
- 助監督：平井淳史
- 撮影：小松高志
- 美術：将多
- 録音：長島慎介
- 照明：蒔苗友一郎
- 製作プロダクション：モロトフカクテル
- 製作：Real Scale project/DESAFIADORES
- 配給：アイエス・フィールド